# 庫利亞比夫卡
50°18′51″N 31°41′6″E / 50.31417°N 31.68500°E
庫利亞比夫卡（烏克蘭語：Кулябівка）是位於烏克蘭北部的村莊，由基辅州鲍里斯皮尔区的亞霍滕市鎮負責管轄。該村始建於1658年，面積1.3平方公里，海拔高度127米，2001年人口321，人口密度每平方公里246.9人。